# Cataglyphis fortis
Cataglyphis fortis är en myrart som först beskrevs av Auguste-Henri Forel 1902.  Cataglyphis fortis ingår i släktet Cataglyphis och familjen myror. Inga underarter finns listade.